# 보리스 라브레뇨프

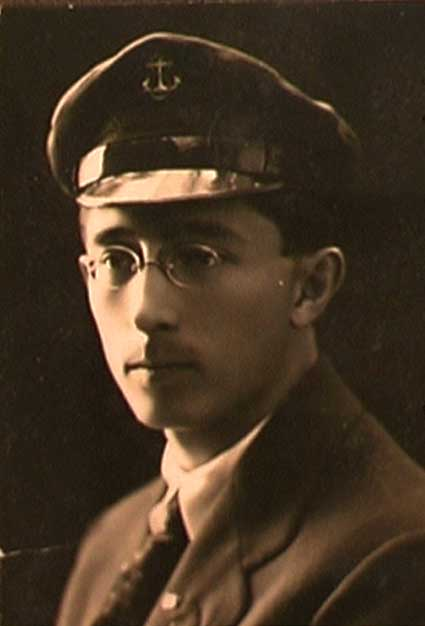

보리스 라브레뇨프(Boris Andreyevich Lavrenyov, 러시아어: Борис Андреевич Лавренёв, 1891년 ~ 7월 5일 ~ 1953년 1월)는 러시아의 극작가다.
소설 <41번째>, 희곡 <분쇄(粉碎)>(1927) 등으로 가장 잘 알려져 있다. 후자는 순양함 오로라호(號) 출동의 삽화를 바탕으로 하여 크론슈타트 군항(軍港)에서의 10월 봉기 직전의 해군 군인 사회의 이합집산과 구 체제의 붕괴를 그려낸 대표작이다. 독소 전쟁 말기부터 전후에 걸쳐서는 <바다에 있는 사람들을 위하여> <흑해함대원(黑海艦隊員)의 노래> 등이 있다.